# Ivan Sosonov
Ivan Andrejevitj Sosonov (russisk: Иван Андреевич Созонов; født 6. juli 1989) er en russisk badmintonspiller.
Han konkurrerede for Rusland ved sommer-OL 2012 og 2016.
Hans nuværende partner er Vladimir Ivanov. Parret vandet ved EM i 2014 og All England Open i 2016, hvilket gjorde dem, de første russere til at vinde herredouble.